# Schlacht von Busta Gallorum
Iberischer Krieg
Thannuris – Dara – Satala – Callinicum – Martyropolis
Vandalenkrieg
Ad Decimum – Tricamarum
Gotenkrieg
1. Neapel – 1. Rom – Verona – Faventia – Mucellium – 2. Neapel – 2. Rom – 3. Rom – Sena Gallica – Busta Gallorum – Mons Lactarius – Casilinus
Eroberung von Spania
Maurenkriege
Mammes und Bourgaon – Babosis und Zerboule – Cillium – Marta – Felder von Cato
Lasischer Krieg
1. Petra – 2. Petra – 3. Petra – 1. Archäopolis – Cotais – 2. Archäopolis – Telephis–Ollaria – Onoguris (3. Archäopolis) – Phasis – Tzacher
In der Schlacht von Busta Gallorum (lat. für „Grabhügel der Gallier“) im Jahr 552, die auch als Schlacht von Taginae bekannt ist, besiegte ein oströmisches Heer unter Narses die von Totila geführten Ostgoten und leitete damit den Untergang des ostgotischen Königreichs in Italien ein.

## Vorgeschichte
Narses, der von Kaiser Justinian den Auftrag erhalten hatte, Italien nach langem Krieg endgültig von den Ostgoten zurückzuerobern, und zu diesem Zweck mit gut 30.000 Soldaten nach Italien gezogen war, marschierte im Sommer mit einem mindestens 20.000 Mann starken Heer von Venedig kommend auf Rom zu. Der ostgotische König Totila stellte sich ihm mit seinem Heer von gut 17.000 Mann bei Tadinae/Taginae (in der Nähe des heutigen Gualdo Tadino östlich von Perugia) entgegen. Am Ort der Schlacht waren angeblich vor Jahrhunderten gallische Eindringlinge vernichtet worden, daher der Name „Gräber der Gallier“. Die genaue Stärke der beiden Heere ist unbekannt, aber die Quellen berichten von einer zahlenmäßigen Überlegenheit der Oströmer.

## Aufstellung
Totila hatte eine Position in einem schmalen Tal gewählt, die Narses nicht umgehen konnte und die für die ostgotische Kavallerie gut geeignet war. Er wollte den Kampf mit einer frontalen Attacke seiner schweren Reiterei entscheiden; vermutlich wollte er seine Truppen nicht unnötig lange den Schüssen der oströmischen Bogenschützen aussetzen. Narses erwartete dieses Vorgehen und brachte sein Heer in eine halbkreisförmige Formation. Diese Taktik wendeten die spätrömischen Truppen besonders im Orient öfters an. Die langobardischen und herulischen Reiter ließ Narses absitzen und formierte sie gemeinsam mit der oströmischen Infanterie zur Phalanx in der Mitte der Schlachtordnung. An den Flanken positionierte er seine schwere Reiterei (Kataphrakten) und verstärkte sie mit Bogenschützen (anders als die ältere Forschung annahm, waren diese laut Prokop ausdrücklich nicht beritten). Außerdem besetzte Narses einen Hügel zur Linken mit einer Abteilung Bogenschützen und legte hinter diesen eine Reiterabteilung, die den Goten in den Rücken fallen sollte.
Totilas Heer war wohl schlicht in zwei Reihen angeordnet: die schweren Lanzenreiter vorne und das Fußvolk (Bogenschützen, Speer- und Axtträger) dahinter. Die Frontalattacke der Panzerreiter auf die kaiserlichen Bogenschützen musste gelingen, der gotischen Infanterie war keine schlachtentscheidende Rolle zugedacht. Da Totila zunächst noch auf Verstärkung wartete, musste er den Schlachtbeginn verzögern und führte bis zum Eintreffen der zusätzlichen Reiter ein beeindruckendes Schauspiel auf, indem er immer wieder die Front entlangritt und dabei eine Art Kriegstanz zeigte. Narses, dessen Strategie ganz auf einen gotischen Sturmangriff ausgelegt war, ließ den König gewähren.

## Schlachtverlauf
Die Goten eröffneten die Schlacht mit einem Angriff ihrer Lanzenreiter, die jedoch sofort unter Pfeilbeschuss von dem von Narses vorsorglich besetzten Hügel kamen und anschließend in den Kreuzbeschuss der vorgezogenen oströmischen Flanken gerieten. Als die gotischen Reiter sich unter schweren Verlusten zurückziehen wollten, prallten sie auf ihre eigene nachrückende Infanterie, die gotische Schlachtordnung geriet durcheinander. 
Narses ließ nun auf beiden Flanken seine Kataphrakten angreifen, die unter den desorganisierten Goten ein Blutbad anrichteten. Weit mehr als 6.000 Goten, die Elite des Heeres, wurden getötet, darunter wohl auch Totila; die übrigen flohen. Ob Totila in der Schlacht getötet oder dabei schwer verletzt wurde und dann auf der Flucht starb, ist nicht bekannt. Besonders gegenüber Römern, die früher zu den Goten übergelaufen waren, kannten die Sieger kein Pardon; sie wurden vielfach erschlagen, nachdem sie sich ergeben hatten.

## Nachspiel
Italien lag nun offen für Narses, er rückte weiter vor nach Rom, das er nach einer kurzen Belagerung eroberte. Die überlebenden Goten sammelten sich noch einmal, wählten Teja zu ihrem König und zogen sich nach Süden zurück; sie wurden einige Monate später von Narses’ Heer gestellt. Es kam zu einer letzten Schlacht südlich des Vesuv, der Schlacht am Milchberg, in der auch Teja fiel.